# Michael von der Schulenburg (Diplomat)

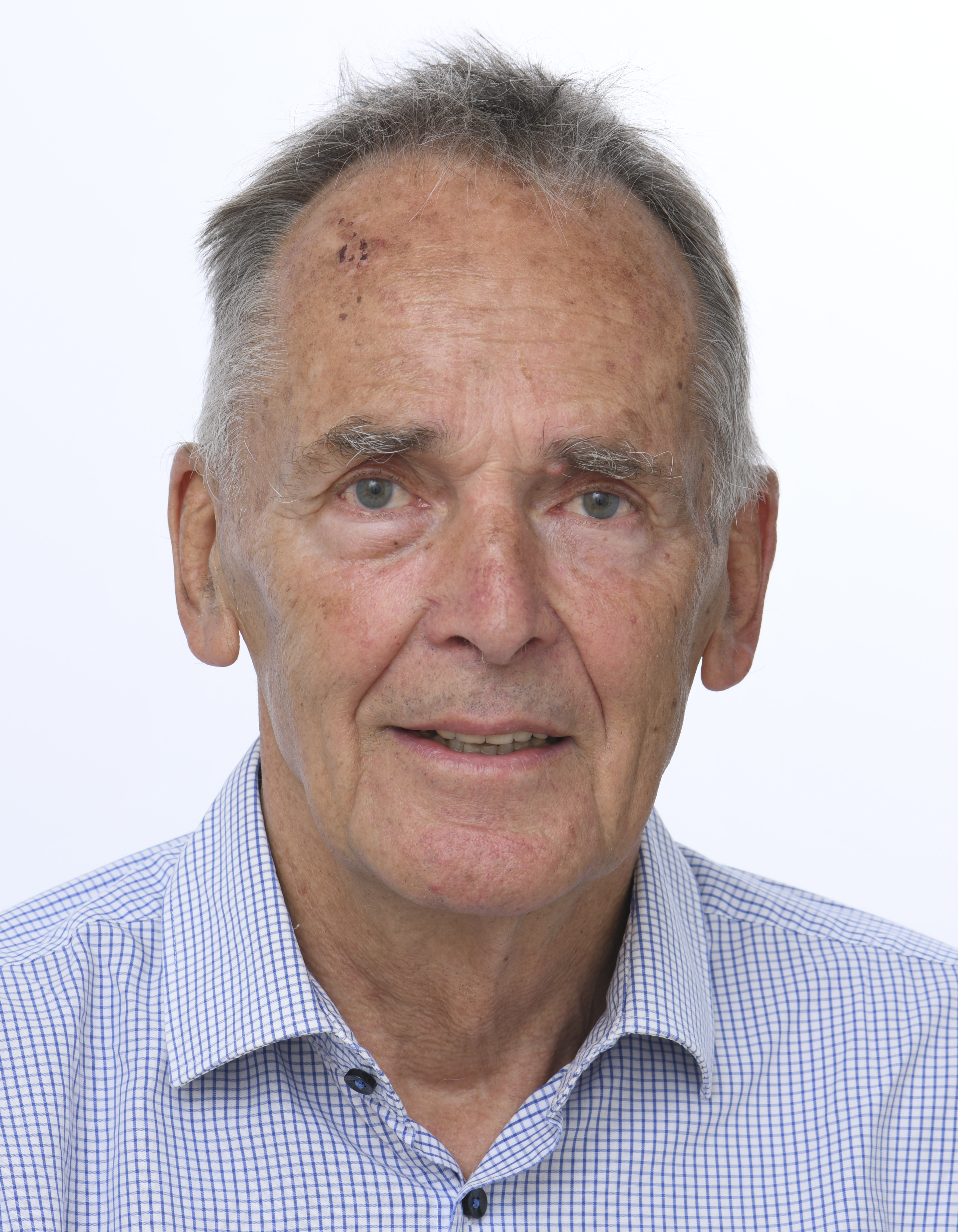
Michael von der Schulenburg (2024)

Michael Sergius Graf von der Schulenburg (* 16. Oktober 1948 in München) ist ein deutscher Politiker (BSW) sowie vormaliger Diplomat der OSZE und der UN. Von 2009 bis 2012 war er höchster Repräsentant der UN in Freetown in Sierra Leone und Leiter der weltweit ersten integrierten Peacebuilding-Mission. Bei der Europawahl 2024 erhielt er ein Mandat im Europäischen Parlament für die Partei Bündnis Sahra Wagenknecht.

## Leben
Michael Sergius Graf von der Schulenburg stammt aus dem deutschen Adelsgeschlecht derer von der Schulenburg. Er wurde als Sohn des Physikers Michael Graf von der Schulenburg (1903–1958) und seiner Frau Dagmar, geb. Baronesse von Engelhardt (1914–1979), in München geboren. Sein Vater war stellvertretender Direktor des Kernphysikalischen Instituts der Deutschen Akademie der Wissenschaften in Zeuthen-Miersdorf. Von der Schulenburg ist verheiratet und hat vier Kinder.
Sein Vater wurde 1952 als Nachwuchswissenschaftler für den Aufbau der Atomforschung in der DDR angeworben, dafür siedelte er mit seiner Familie von München in die Nähe von Berlin um. In der DDR absolvierte der Sohn eine Berufsausbildung zum Tischler und schloss 1967 das Abitur in Königs Wusterhausen ab. Anschließend leistete er 18 Monate Wehrdienst in der NVA. Im Juni 1969 floh von der Schulenburg über die Ostsee aus der DDR in die Bundesrepublik Deutschland. Von 1969 bis 1975 studierte er an der Freien Universität Berlin Wirtschaftswissenschaften und Philosophie (mit einem Austauschjahr an der London School of Economics, LSE) und schloss als Diplom-Volkswirt ab. Es folgten postgraduale Studien am Deutschen Institut für Entwicklungspolitik in West-Berlin und der Ecole Nationale d’Administration (ENA) in Paris.
Von der Schulenburg ist seit dem Ausscheiden aus dem UN-Engagement beratend und publizistisch tätig.

### UN-Diplomat
Im Jahre 1978 trat er in den Dienst des Entwicklungsprogramms der Vereinten Nationen (UNDP), zunächst in New York City, dann in Haiti (1980–82), Pakistan (1983–87) und Iran (1987–89). Nach dem Abzug der sowjetischen Truppen aus Afghanistan leitete er von 1989 bis 1990 das Büro der UN-Operation Salaam in Kabul. Während des Golfkriegs entsandte ihn der humanitäre Koordinator des UN-Generalsekretärs, Prinz Sadruddin Aga Khan, 1991/92 mit Sonderaufträgen nach Syrien und Iran.
Im Jahre 1990 wurde er bei der Explosion einer Splitterbombe in Kabul verletzt. Im Jahre 2009 verhinderte er laut Beobachtern in Sierra Leone durch persönlichen Einsatz in einer brenzligen Situation die Lynchjustiz an 22 Oppositionellen und das mutmaßliche Wiederaufflammen des im Jahr 2002 beendeten Bürgerkrieges.
Von 1992 bis 1999 amtierte er als UN Resident Coordinator for Iran. Im Februar 1999 wechselte er zum Büro der Vereinten Nationen für Drogen- und Verbrechensbekämpfung (UNODC), wo er jedoch nach knapp zwei Jahren unter Protest gegen die Führung Pino Arlacchis wieder ausschied. Von der Schulenburg blieb in Wien, wurde aber Management- und Finanzdirektor der Organisation für Sicherheit und Zusammenarbeit in Europa (OSZE). Im Mai 2005 entsandte ihn UN-Generalsekretär Kofi Annan als Principle Deputy Special Representative for Political Affairs in den Irak. Von Januar bis Mai 2008 war er Assistant Secretary General im UN Department of Political Affairs (UNDPA).
Am 14. Januar 2009 wurde er von UN-Generalsekretär Ban Ki-moon zum Repräsentanten der UN in Sierra Leone ernannt. Er leitete das United Nations Integrated Peacebuilding Office in Sierra Leone (UNIPSIL). Die weltweite Mission zur Friedenskonsolidierung koordinierte 14 UN-Organisationen. Über seine Aufgabe sagte er: „Wir haben aus der Vergangenheit … gelernt, dass man nicht nur aufs Militärische schauen darf. Die zivile Seite muss von Anfang an mit bedacht werden. Ich bin daher in Sierra Leone Leiter der Friedensmission und des Entwicklungsprogramms. Das wurde so konsequent bisher in keinem anderen Land umgesetzt.“ Im UN-Sicherheitsrat berichtete er regelmäßig und wies dabei neben den Erfolgen des ehemaligen Bürgerkriegslandes beim Wiederaufbau auch auf neue politische, wirtschaftliche und gesellschaftliche Fehlentwicklungen hin. Nach Unstimmigkeiten über die Einhaltung des Lomé-Friedensabkommens und die Vorbereitung der Präsidentschaftswahlen im Jahr 2012 forderte die Regierung Schulenburg auf, das Land zu verlassen.

### EU-Politiker
Bei der Europawahl 2024 kandidierte er auf Platz 3 der Liste des Bündnisses Sahra Wagenknecht und erhielt ein Mandat im Europäischen Parlament. Gemäß Stimmzettel zur Europawahl 2024 lebt von der Schulenburg in Bisamberg in Österreich.

## Ehrungen und Auszeichnungen
Im Januar 2020 erhielt Michael von der Schulenburg die höchste Auszeichnung des Landes Sierra Leone mit der Ernennung zum Grand Commander of the Order of the Republic (GCOR).

## Positionen

### Afghanistan
Im Jahre 2020 nannte er den NATO-Einsatz in Afghanistan ein „Fiasko“. Auch die Art des Rückzugs sei ein Fiasko, das für die Welt dramatische Folgen haben werde. Er kritisierte die deutsche Bundesregierung, dass sie in ihrem Bericht an den Bundestag nirgends „auch nur den Hauch eines Zweifels am Sinn oder an der Durchführung des deutschen Militäreinsatzes“ einräume. Es müsse die Frage gestellt werden, warum Afghanen eine Kollektivschuld für die Terrorangriffe vom 11. September 2001 bezahlen mussten, und was zum unrühmlichen Ende dieser militärischen Intervention geführt habe.

### Islamischer Staat (IS)
Im Jahre 2014 mahnte er, bei aller Entrüstung über die Gräueltaten des IS die Konsequenzen des militärischen Vorgehens besser zu durchdenken und mögliche Optionen abzuwägen. Es gebe in gewissem Maße auch die Option, den IS an sich selbst scheitern zu lassen.

### Peacebuilding
Im Jahre 2017 veröffentlichte er ein politikwissenschaftliches Buch über Peacebuilding mit dem Titel On Building Peace: Rescuing the Nation-state and Saving the United Nations.

### UN-Charta
Im Jahre 2018 unterbreitete er drei Vorschläge zur Rolle Deutschlands im UN-Sicherheitsrat und der UN-Generalversammlung bei der Stärkung der UN-Charta als Fundament internationaler Friedensregelung. Hierbei nannte er die Wahrung der universellen Anwendung, die Erweiterung auf innerstaatliche Konflikte und die Demokratisierung kollektiver Entscheidungen.

### UN-Reform
Für die UN erstellte er mehrere interne Strategie- und Reformdokumente, die vom UN-Generalsekretär 2009 lobend erwähnt wurden. Öffentlich äußerte er bereits während seiner Karriere beispielsweise im Tagesspiegel, dass aus seiner Sicht eines der größten Probleme die große Zersplitterung der UN darstelle. Es gebe zu viele einzelne Organisationen und Fonds, die nur schwer effektiv für eine Sache einzusetzen seien. Da jedoch diese Strukturen von den Mitgliedsstaaten der UN geschaffen worden sind, hätten Staaten wie Deutschland es auch in der Hand, daran etwas zu ändern.
Im Jahre 2001 wurde in Medien bekannt, dass er Pino Arlacchi, dem Generaldirektor des Büros der UNO in Wien und Direktor des Office for Drug Control and Crime Prevention (ODCCP) im Rang eines Unter-Generalsekretärs, vorwarf, dass in der UN-Behörde „Angst, Einschüchterung und eine völlige Abwesenheit von Transparenz“ herrschten. Eine offizielle Untersuchung bestätigte die von Schulenburg offengelegten schweren Missstände.

### Russischer Überfall auf die Ukraine

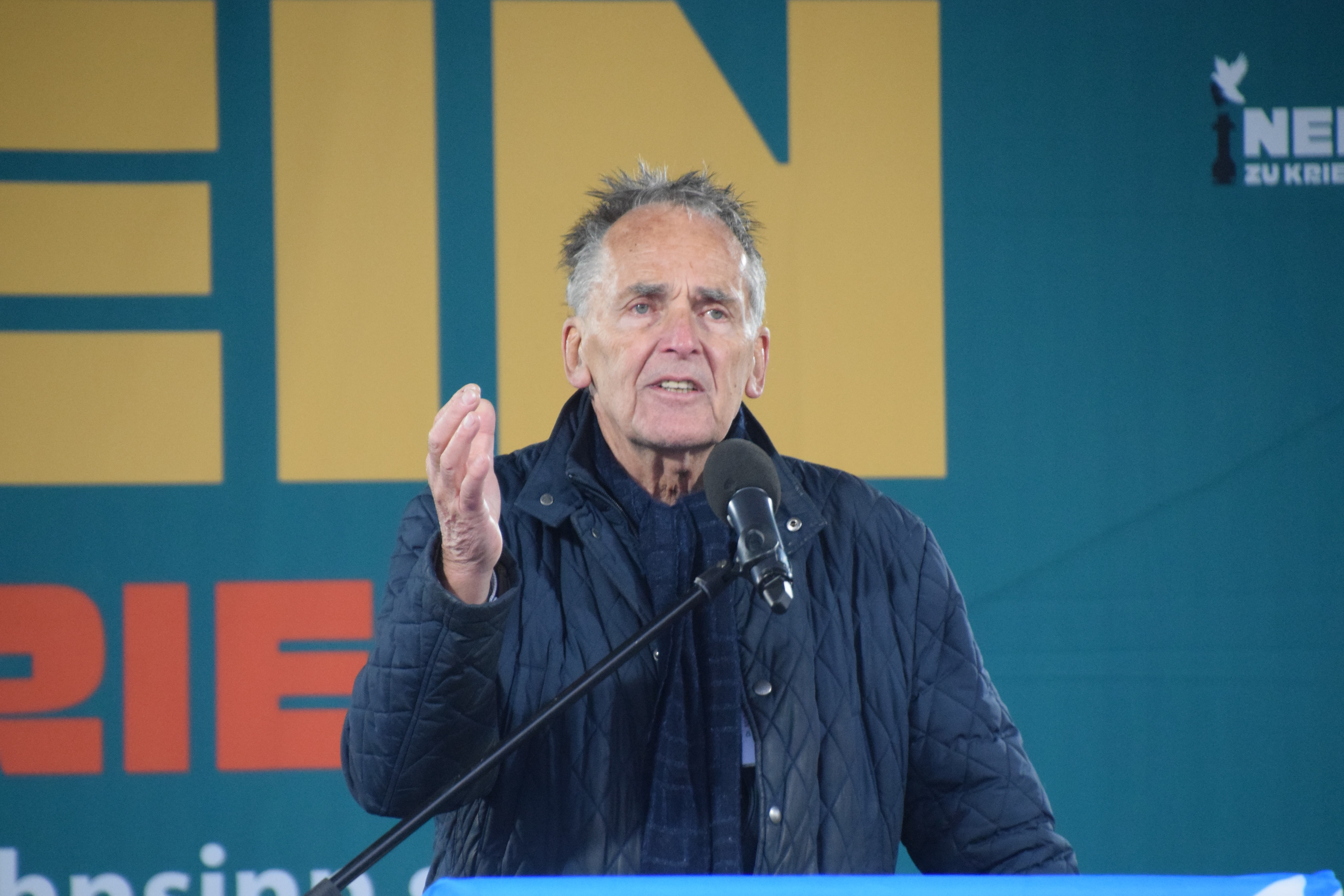
Michael von der Schulenburg bei der Kundgebung „Nein zu Kriegen“ (Berlin, 2023)

Im Mai 2022 schrieb er in einem Pressebeitrag, dass sich der Westen in seinem Ukraine-Kurs viel zu abhängig von den USA mache. „Europa [sollte] aus seinem ureigenen Interesse heraus gerade jetzt einen Verhandlungsfrieden im Ukrainekrieg anstreben und nicht durch eine weitere Intensivierung des Krieges auf einen Siegfrieden hoffen.“
Im Februar 2023 war Schulenburg Erstunterzeichner der von Sahra Wagenknecht und Alice Schwarzer initiierten Petition Manifest für Frieden an den deutschen Kanzler Olaf Scholz, die zu Diplomatie und Verhandlungen aufrief und sich gegen weitere „eskalierende Waffenlieferungen“ an die Ukraine im Zuge des russischen Überfalls aussprach. Schulenburg erklärte, es gebe eine völkerrechtliche Pflicht zu Verhandlungen; wenn argumentiert wird, dass ein Frieden nur durch Waffengewalt errungen werden könne, sei das ein Rückfall in kriegerische Zeiten vor der UN-Charta und berge die Gefahr der Eskalation dieses Krieges bis zur Auslöschung der Menschheit.

### Tag des Sieges (Moskau), 2025
Michael von der Schulenburg reist 2025 mit Ruth Firmenich und weiteren EU-Abgeordneten aus Tschechien, Zypern und der Slowakei zum Tag des Sieges, dem Weltkriegsgedenken, nach Moskau. Nach russischer Auffassung ist der 9. Mai der Gedenktag an den Sieg über das NS-Deutschland. Nach dem Besuch in Moskau ist auch eine Reise nach Kiew geplant.